# Plaything
Plaything ist ein Jazzalbum von Gianni Lenoci, Kent Carter und Bill Elgart. Die im Oktober 2012 im Studio Juillaguet entstandenen Aufnahmen erschienen 2014 als LP in limitierter Auflage bzw. als Download auf NoBusiness Records.

## Hintergrund
Das Album ist das Ergebnis eines Workshops für Jazzkomponisten, der von Kent Carter in Juillaguet, einer kleinen Ortschaft im mittleren Westen Frankreichs, veranstaltet wurde; im Oktober 2012 war Lenoci Gast der Veranstaltung. Fünf der sieben Stücke stammen von dem Pianisten.
Mit dem Pianisten Gianni Lenoci spielten Kent Carter am Bass und Bill Elgart am Schlagzeug, beide Veteranen der „Oktoberrevolution im Jazz“ von 1964, die sich seitdem in Europa ihre Nischen geschaffen hätten, notierte John Sharpe. Erste Bekanntheit habe Carter als Teil eines Trios mit dem Pianisten Paul Bley erlangt, obwohl er vor allem für seine Zeit in den Gruppen des Saxophonisten Steve Lacy von 1965 bis 1982 bekannt sein dürfte. Elgart trat auch mit Bley auf und übernahm später Sideman-Auftritte unter anderem mit den Trompetern Kenny Wheeler und Tomasz Stańko. Lenoci selbst studierte bei Bley und auch beim Pianisten Mal Waldron.

## Titelliste
- Gianni Lenoci, Kent Carter, Bill Elgart: Plaything (NoBusiness Records NBLP77)[2]

1. Plaything (Kent Carter) 5:33
2. Splinter 4:50
3. Contusion 6:01
4. Spider Diagram 7:31
5. Leeway 6:00
6. Kretek 6:24
7. Drift (Bill Elgart) 10:44

Wenn nicht anders vermerkt, stammen die Kompositionen von Gianni Lenoci.

## Rezeption
Mehr noch als andere mehr oder weniger aktuelle Aufnahmen bestätige Plaything die „internationale“ Dimension der Musik von Gianni Lenoci, schrieb Libero Farnè in All About Jazz. Nicht nur, weil der Pianist aus Bari auf Konzerten nicht so exponiert ist, wie man es gerne hätte, regelmäßig mit ausländischen Improvisatoren von unbestrittenem Kaliber interagiert und in Dialog tritt, sondern vor allem wegen der qualitativen Körnung und Richtung seines Ansatzes. Dies sei alles andere als provinziell oder im Einklang mit „den Versuchen eines verführerischen mediterranen Ethnojazz“; vielmehr gehöre er zu Recht zum Internationalen Szene der kollektiven Erforschung freier Spielansätze.
Es sei vielleicht nicht verwunderlich, dass das Trio in dem Bereich tätig ist, in dem auch Paul Bley zu finden ist und in dessen Spiel sich freizügige Erfindungsgabe mit romantischem Grübeln verbinde, schrieb John Sharpe in All About Jazz. In einem gleichseitigen Dreieck mit hochgradig abgestimmtem Zusammenspiel dominiere keiner. Lenoci decke alle Grundlagen [des Jazzpiano] ab und spiele in unterschiedliche Weise lyrisch, bluesig und experimentierfreudig. Elgart erzeuge dazu einen lebhaften, intermittierenden Schwung; seine Liebe zum Detail sei fabelhaft, da seine Wahl von Tonhöhe und Klangfarbe immer genau richtig zu sein scheint. Carter wiederum zeichne sich stets durch einen melodischen Kontrapunkt zu den Ideen des Pianisten aus. Ihr Werk würde als skurrile Interpretation des traditionellen Klaviertrio-Formats überzeugen, bei dem die Arrangements geheimnisvoll und zurückhaltend bleiben. Dies gelte insbesondere für Carters Titelstück, in dem die düster rollende Melodie mit Stille und abstraktem Lärm durchsetzt sei, bevor eine Passage aus offenem, fließendem Geben und Nehmen folge, die sich allmählich auf das thematische Material bezieht.